# Shergar
Shergar – koń wyścigowy (ur. w 1978, ojciec: Great Nephew, matka: Sharmeen), zasłynął zwycięstwem w Epsom Derby w 1981 o 10 długości przed stawką, co jest rekordem w 226-letniej historii wyścigu. To zwycięstwo uznane zostało za jeden ze 100 najbardziej zapadających w pamięć momentów sportowych w XX wieku. Uznany został za Konia Roku 1981 w Europie.

## Porwanie
Dwa lata później, 8 lutego 1983, Shergar został porwany – przez zamaskowanych uzbrojonych bandytów – wprost ze stajni w Ballymany niedaleko Curragh w hrabstwie Kildare (Irlandia). Porywacze zażądali w zamian za uwolnienie konia 2 milionów funtów szterlingów. Transakcja nie została jednak uskuteczniona. Supergrass, wcześniej w tymczasowej Irlandzkiej Armii Republikańskiej (IRA), stwierdził, że ukradł konia. IRA nigdy nie przyznała się do udziału w kradzieży. Historia Shergara, a w szczególności kryminalny incydent stały się inspiracją dla książek, filmów dokumentalnych, jak również fabularnego filmu Shergar w reżyserii Dennisa Lewisona z 1999 r. (wystąpili w nim m.in. Ian Holm i Mickey Rourke).

## Kariera wyścigowa
Zadebiutował na torze Newbury, we wrześniu i wygrał łatwo o 4 długości. Następnie był drugi w William Hill Futurity za sensacyjnym zwycięzcą Beldale Flutter.  Na początku trzyletniego sezonu wygrał o 10 długości Guardian Newspaper Classic Trial. Jego kolejnym startem była gonitwa Chester Vase gdzie zwyciężył w imponującym stylu, o 12 długości. W Derby wystartował z pozycji faworyta i wygrał o rekordowe 10 długości. Potem wystartował w Irish Derby pod dżokejem Lesterem Piggotem i zwyciężył o 4 długości. Swoją ostatnią wygraną odniósł w King George VI and Queen Elizabeth Stakes. Potem nieoczekiwanie przegrał w St. Leger i zakończył karierę wyścigową.